# Édouard Bénédictus
Pour les articles homonymes, voir Benedictus.
Édouard Bénédictus né le 29 juin 1878 à Paris et mort le 28 janvier 1930 dans la même ville est un chimiste, décorateur, peintre et compositeur français.
En 1909, il dépose un brevet pour l'invention d'un procédé de verre feuilleté.

## Biographie
Édouard Bénédictus est né de parents d'origine néerlandaise. Sa tante est Judith Gautier, fille de l'écrivain Théophile Gautier. C'est elle qui tente de le détourner d'études artistiques qu'elle juge vaines, et l'oriente vers la chimie. Le jeune-homme va étudier à Darmstadt, en Allemagne, sans pour autant abandonner ses velléités artistiques (peintures et compositions musicales).
Entre 1902 (au plus tôt) et 1914, il fait partie du cercle des Apaches autour de Maurice Ravel.
Le 25 novembre 1909, il dépose un brevet pour un procédé de verre feuilleté qu'il avait découvert en 1903 en faisant tomber accidentellement d'une échelle un bocal en verre contenant une solution celluloïdique, et en constatant que le bocal ne se brisait pas. Le 7 juillet 1911, il fonde la Société du Verre Triplex, qui est reprise par Saint-Gobain à partir de 1927,.
Durant les années 1920, délaissant les sciences appliquées, il est réputé pour ses créations de style Art déco, travaillant aux côtés de Jean Saudé, entre autres. En 1925, Laure Albin Guillot exécute son portrait photographique.
Le 17 janvier 1930, il épouse en secondes noces Marguerite Jeanne Violette Gounin (1882-1971), cantatrice, fille du peintre Henri Gounin, avec pour témoins Jean-Joseph Crotti et Suzanne Duchamp.
Malade, il meurt onze jours plus tard et son éloge funèbre est prononcé par Paul Léon.

## Hommage

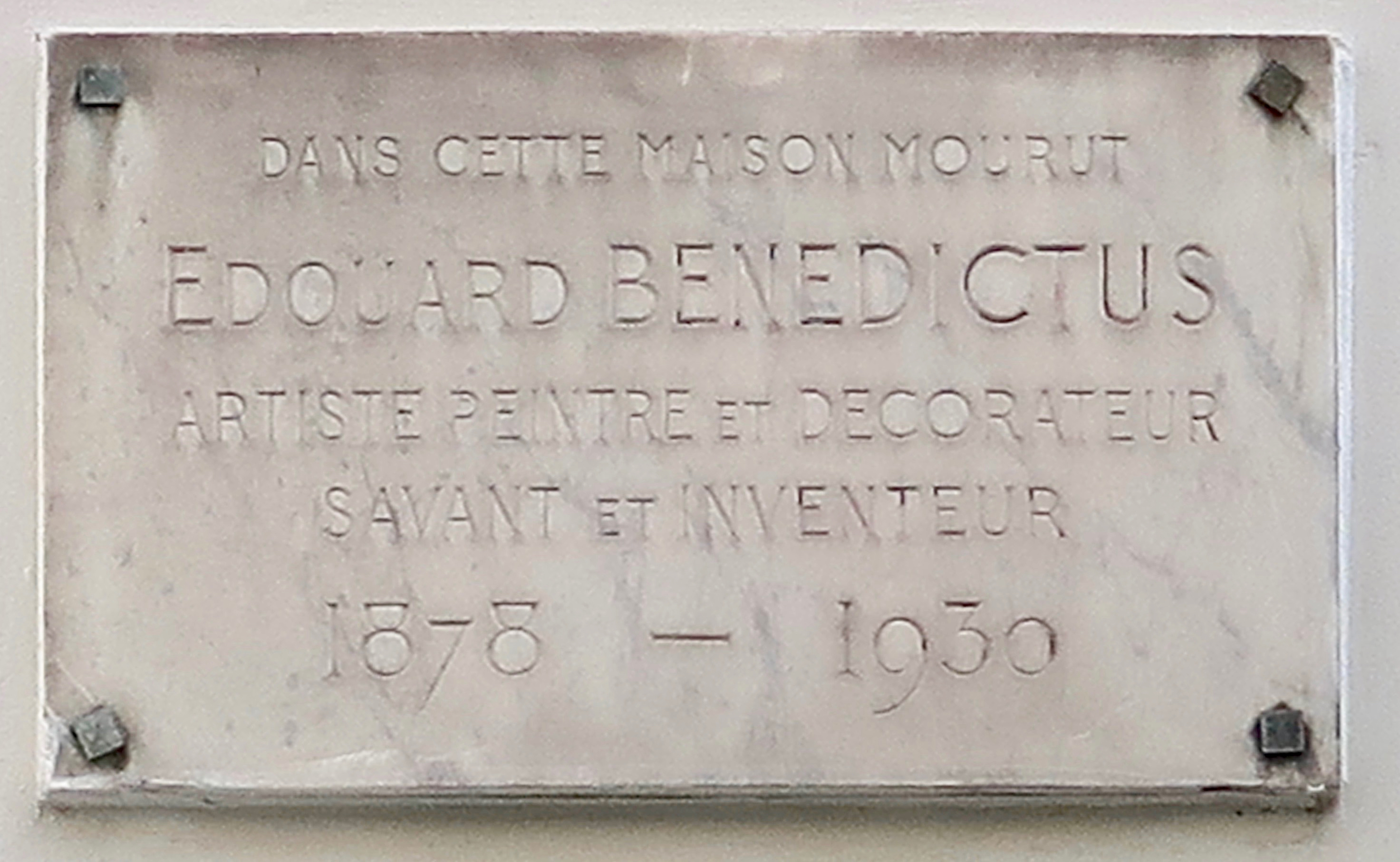
Plaque commémorative au 73, rue des Vignes à Paris, où il mourut.

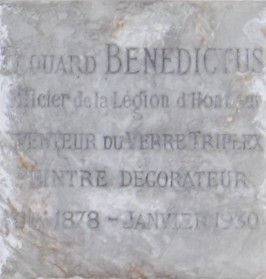
Plaque funéraire au colombarium du Père-Lachaise à Paris.

De février à avril 1986, le Centre culturel français de Rome, le musée des Arts décoratifs de Paris, la galerie Consigli Arte de Parme et le Centre culturel français de Milan lui rendent hommage à travers une exposition itinérante centrée sur ces créations Art déco, fresques, gouaches, pochoirs et tissus imprimés.
La salle Charles-Halley du musée de la Révolution française à Vizille expose l'une de ses grandes tapisseries.

## Publications
- [préfacier] Jean Saudé, Traité d'enluminure d'art au pochoir précédé de notes par MM. Antoine Bourdelle, Lucien Descaves et Sem, Paris, Aux éditions de l'Ibis, 1925[8].
- Nouvelles Variations. Soixante-quinze motifs décoratifs en vingt planches, Paris, s.n., 1929[9],[10].
- « Benedictus, peintre et décorateur », in Revue Glaces et Verres, no 18, Paris, octobre 1930.
- Relais 1930. 15 planches donnant 42 motifs décoratifs. Enluminure d'art de Jean Saudé. Préliminaires d'Yvanhoé Rambosson, Paris, Éditions Vincent Fréal et Cie, 1931[11].
- Variations. 86 motifs décoratifs en 20 planches. Pochoirs de Jean Saudé, Paris, s.n., s.d[12].

## Expositions
- Du 21 mars au 23 juin 2019, « Édouard Bénédictus, le spectacle en couleurs », Paris, musée Nissim-de-Camondo[13].